# Fire Shark
Fire Shark est un jeu vidéo de shoot them up en scrolling vertical développé par Toaplan Arcade Games et édité par Sega en 1989 sur borne d'arcade. Il a été adapté en 1990 sur Mega Drive.

## Synopsis
Alors que tous les réseaux de communication ont été coupés et que les bases militaires sont en ruines, un biplan nommé Requin de Feu (Fire Shark) est le seul à pouvoir sauver la Terre de cette attaque encore d'origine inconnue.

## Scénario
L'ensemble des gouvernements de la Terre ont été surpris devant les forces ennemies qui ont envahi la Terre et se sont amassés sur un ilot du Pacifique Sud. Alors qu'aucun contact n'a été engagé de part et d'autre, les terriens ont infiltré la base des envahisseurs et viennent d'envoyer un message inquiétant : « Les forces ennemies se mobilisent, attaque probable, objectif inconnu... ».
La prévision se vérifie rapidement et les envahisseurs attaquent sur terre, mers et dans les airs si rapidement que les forces terriennes n'ont pas de quoi réagir et bien rapidement tout semble perdu. Alors que les terriens s'apprêtent à se rendre, un biplan, le Requin de Feu s'envole et part contre-attaquer l'ennemi.
Aux commandes de l'avion, un pilote non identifié, prêt à combattre.

## Système de jeu
Le joueur est aux commandes de l'avion, il doit détruire l'ennemi depuis les airs. S'il est touché par un quelconque projectile, il meurt mais à l'inverse d'autres shoot em up, il ne peut pas heurter de bâtiments.
Le joueur dispose de 4 vies et peut gagner une vie supplémentaire aux paliers de points suivants : 70 000, 270 000, 470 000 et tous les 200 000... Le choix de ces paliers n'est pas commenté dans le jeu.
Le jeu dispose de 3 niveaux de difficulté : facile, normal ou difficile.

### Commandes
Le joueur dirige le biplan avec le pavé directionnel, mais peut aussi tirer (arme par défaut) avec le bouton A ou C et lâcher une bombe destructrice avec le bouton B.

### Niveaux
Le jeu dispose de 20 niveaux (ou missions) de difficulté croissante, entre chacune, le biplan doit atterrir pour faire le plein de munitions.

### Armes
Le Requin de Feu tire aussi bien des missiles air-air que air-sol, sans qu'aucune intervention du joueur ne soit nécessaire. Au fur et à mesure des bonus récoltés sur les niveaux par le joueur, il peut améliorer son vaisseau en vitesse et en puissance.
À chaque niveau de puissance, le tir du biplan diffère légèrement devenant de plus en plus dévastateur. Ce niveau de puissance peut s'exprimer différemment selon le choix du joueur :
1. Tir extensif : coups de feu par rafales pouvant aller jusqu'à 16 angles simultanés.
2. Rayon requin : un puissant laser vert
3. Super Feu : lance flamme multi-directionnel.

### Ennemis
- biplans UMI
- tanks HIBARI
- canons fixes SK
- canons mobiles 4A
- canons fixes UAS
- canon de bunker MT
- hummer 603
- véhicule sur rails EP
- tank sur rails LOCO
- intercepteur 99A
- camion de transport YP33
- avion chasseur 1KK
- bombardier lourd
- avion chasseur Gatling
- vaisseau intercepteur de flotte
- croiseur
- sous marin n°8
- cargo

## Bonus
Le joueur peut récupérer différents bonus en détruisant des objets ou des ennemis pendant le combat.
- S : vitesse
- P : puissance (prendre 3 bonus P amène à améliorer la puissance de son arme d'un cran)
- 1up : vie supplémentaire
- 2up : 2 vies supplémentaires
- éclair : bonus de points
- B : bombe

## Audio
Le jeu dispose de 40 musiques et effets sonores, tous accessibles séparément depuis le menu options.